# غابور سابو
غابور سابو (بالمجرية: Szabó Gábor)‏ هو راكب الكنو مجري، ولد في 8 فبراير 1968.